# 1178

## Esdeveniments
- Comença a inclinar-se la Torre de Pisa.[1]
- L'església de Santa Maria d'Ullà és assaltada per un grup de pirates moros, que saquejaren el temple i mataren alguns dels seus canonges, altres foren segrestats cap a Mallorca.[2]

## Defuncions
- Riembau I de Montseny, baró de Montseny i de Montpalau.